# پارک فرامرزی دی زوم کالمتث هیده
پارک فرامرزی دی زوم کالمتث هیده (به هلندی: Grenspark Kalmthoutse Heide) یک جنگل در هلند است که در وونس‌درخت واقع شده‌است.